# جوزف الومیده
جوزف الومیده (متولد ۱۰ اکتبر ۱۹۸۷) بازیکن فوتبال اهل نیجریه است.

## باشگاه
در سال ۲۰۰۶، الومیده فوتبال حرفه‌ای خود را از تیم تاس کوبلنز در دسته دوم آلمان شروع کرد.
او در حال حاضر برای تیم اس وی ویسبادن توپ می‌زند.